# دهان برای جنگ
«دهان برای جنگ» (به انگلیسی: Mouth for War) تک‌آهنگی از گروه موسیقی موسیقی هوی متال پنترا است که در سال ۱۹۹۲ میلادی منتشر شد.